# Zeeko Zaki
Zeeko Zaki (* 18. Januar 1990 in Alexandria, Ägypten) ist ein ägyptisch-amerikanischer Schauspieler.

## Leben
Zeeko Zaki wurde in Alexandria, Ägypten geboren. Seine Familie wanderte in die Vereinigten Staaten aus, als er ein Baby war. Er wuchs in West Chester (Pennsylvania) auf.
Seit seiner Schulzeit interessiert er sich für die Schauspielerei. Sein Schauspieldebüt gab er 2012 in einer Folge von Homeland. In den folgenden Jahren spielte er in mehreren Fernsehserien und Filmen mit. Dem deutschsprachigen Publikum ist er vor allem durch die Fernsehserie FBI bekannt, in der er seit 2018 in der Hauptrolle des Special Agent Omar Adom Zidan zu sehen ist.

## Filmografie (Auswahl)
- 2012: Homeland (Fernsehserie, Folge 2x03)
- 2012: Revolution (Fernsehserie, Folge 1x10)
- 2012: Love Stories (Stuck in Love)
- 2013: Under the Dome (Fernsehserie, Folge 1x02)
- 2013: Wo Du zu Hause bist (Heart of the Country)
- 2014: The Game (Fernsehserie, Folge 7x07)
- 2015: Satisfaction (Fernsehserie, 2 Folgen)
- 2015: Max (Film)
- 2015: Alvin und die Chipmunks: Road Chip (Alvin and the Chipmunks: The Road Chip)
- 2016: The Inspectors (Fernsehserie, Folge 2x08)
- 2016: Die Bestimmung – Allegiant (The Divergent Series: Allegiant)
- 2017: Six (Fernsehserie, 8 Folgen)
- 2017: 24: Legacy (Fernsehserie, 7 Folgen)
- 2017: The Night Shift (Fernsehserie, 2 Folgen)
- 2017: Daytime Divas (Fernsehserie, Folge 1x07)
- 2017: Navy CIS: L.A. (NCIS: Los Angeles, Fernsehserie, 2 Folgen)
- 2017–2018: Valor (Fernsehserie, 5 Folgen)
- 2018: Escape Plan 2: Hades
- seit 2018: FBI (Fernsehserie)
- 2020–2023: FBI: Most Wanted (Fernsehserie, 3 Folgen)
- 2021: FBI: International (Fernsehserie, 1 Folge)
- 2022: Nachts im Museum: Kahmunrah kehrt zurück (Night at the Museum: Kahmunrah Rises Again, Stimme)